# Unterseeboot type U 1 (Allemagne)
Pour les articles homonymes, voir Unterseeboot type U 1.
Le Unterseeboot type U 1 était une classe de sous-marins (Unterseeboot) construite en Allemagne pour la Kaiserliche Marine avant la Première Guerre mondiale.

## Conception
Ce type de U-Boot était manœuvré par 2 officiers et 10 membres d'équipage.
| Bateaux | Nbr | Chantier naval       | N° fabrique | Construction |
| ------- | --- | -------------------- | ----------- | ------------ |
| U-1     | 1   | Germaniawerft à Kiel | 119         | 1906         |

## Liste des sous-marins type U 1
Un seul exemplaire de sous-marins de type U 1 a été construit.

- SM U-1

### Sources
- (en) Cet article est partiellement ou en totalité issu de l’article de Wikipédia en anglais intitulé « SM U-1 (Germany) » (voir la liste des auteurs).